# Madschles
Madschles (persisch مجلس, von arabisch Madschlis, wörtlich „Versammlung“ oder „Sitzung“) bezeichnet das iranische Parlament. Bis zur Islamischen Revolution 1979 bestand es aus der Nationalversammlung (Madschles Schora Melli) und dem Senat. Nach der Islamischen Revolution wurde ein neues Parlament, das Madschles Schora Eslami („Islamische Versammlung“, persisch مجلس شورای اسلامی), gegründet. Der Senat wurde aufgelöst.
Die Abgeordneten des Madschles Schora Melli wurden zunächst für einen Zeitraum von zwei Jahren, später dann vier Jahren, gewählt. Ein Abgeordneter kann nicht gleichzeitig als Minister einer Regierung angehören oder ein anderes öffentliches Amt bekleiden. Bei der Wahl zum ersten Parlament galt noch ein Klassenwahlrecht nach Ständen (Adlige, Geistliche, Landbesitzer, Handwerker und Kaufleute). In der Folgezeit wurden und werden auch heute die Abgeordneten nach Religionszugehörigkeit (Muslime, Juden, Christen und Zoroastrier) gewählt. Die religiösen Minderheiten der iranischen Juden, der syrischen Christen und Zoroastrier sind dabei mit mindestens je einem Abgeordneten im iranischen Parlament vertreten, die armenischen Christen mit zwei Abgeordneten. Die restlichen Sitze gehen an die Muslime.
Die erste Sitzung des Madschles Schora Melli fand am 6. Oktober 1906, die letzte Sitzung am 10. Februar 1979 statt. Damit ging nach 73 Jahren die säkulare Gesetzgebung in Iran zu Ende. Nach der Islamischen Revolution erhielt das neu gegründete Parlament im Rahmen der neuen Verfassung die Bezeichnung Madschles Schora Eslami. Die Gesetzgebung steht nun unter dem Vorbehalt, dass alle Gesetze den Vorgaben des Korans sowie den sonstigen islamischen Rechtsquellen wie (Hadith) oder Rechtsgrundsätze (al-ahkām asch-scharʿiyya), des islamischen Rechtssystem Scharia entsprechen müssen, um islamische Rechtssprechung (Fiqh) zu ermöglichen. Über diese Vorgaben wacht der Wächterrat, der wie der Revolutionsführer ein Vetorecht besitzt.

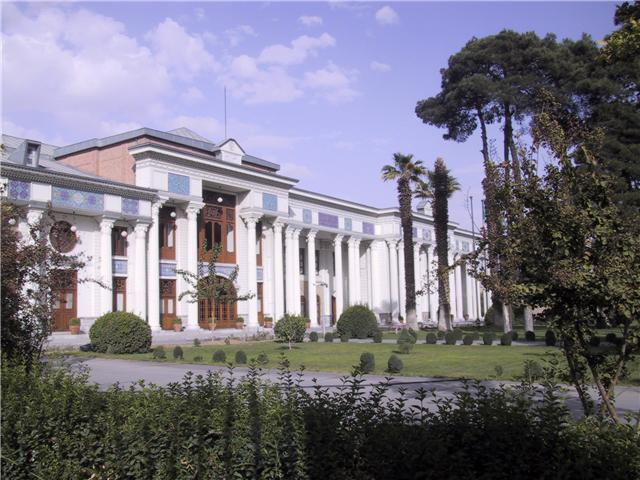
Das iranische Parlamentsgebäude, benutzt bis 1979

## Entstehungsgeschichte
Bereits in der Zeit des Kadscharenherrschers Nāser ad-Din Schah (1848–1896) waren in Persien verstärkt Forderungen nach Schaffung einer gesetzgebenden Institution und einer Verfassung laut geworden. Am 5. August 1906 verkündete sein Nachfolger Mozaffaroddin Schah (1896–1907) einen Erlass zur Schaffung eines Parlaments. In den Jahren 1906 bis 1911 entstanden dann im Rahmen der Konstitutionellen Revolution die grundlegenden Gesetze (Grundgesetz und Wahlgesetze), welche die iranische Verfassung der neu geschaffenen konstitutionellen Monarchie bildeten. Als einer der bedeutendsten Abgeordneten der Frühzeit des iranischen Parlamentarismus gilt Hossein Pirnia, der von 1906 an Mitglied des Parlaments und in der 3., 4., in der ersten Hälfte der 5. und für die volle Zeit der 6. Sitzungsperiode Parlamentspräsident war.

## Die ersten Legislaturperioden
Bereits am 6. Oktober 1906 trat das Parlament zu seiner konstituierenden Sitzung zunächst noch im Golestanpalast zusammen. Erster Parlamentspräsident war Morteza Gholi Khan Hedayat Sani-al-Dowleh. Der Beginn der konstitutionellen Monarchie war von mehreren Putschversuchen Mohammed Ali Schahs, der 1907 auf den Thron kam, gekennzeichnet. Das Parlament wurde in der Folgezeit vor allem auch auf Druck des zaristischen Russland, das Mohammed Ali Schahs Putschversuche gegen die konstitutionelle Regierung unterstützte, zunächst wieder aufgelöst.
Traten im ersten iranischen Parlament von 1906 bis zum Ende der ersten Legislaturperiode im Juni 1908 die Abgeordneten als einzelne Vertreter ihrer Wahlkreise auf, so formierten sich im zweiten Parlament von 1909 bis 1911 bereits zwei politische Gruppierungen, die konservativen Moderaten (Etedalliyon) und die eher fortschrittlich orientierten Demokraten. Die Demokraten gründeten eine nationalstaatlich gesinnte politische Partei nach europäischem Muster und formulierten ein Parteiprogramm, das sich an den innenpolitischen Reformen Bismarcks, insbesondere seinen Sozialreformen orientierte.
Die hart erkämpfte demokratische Selbstverwaltung Irans war aber bereits im Dezember 1911 zu Ende. Nachdem russische Truppen den Norden Irans besetzt, die Pilgerstätten in Maschhad beschossen hatten und bis nach Teheran marschiert waren, um den Rücktritt des von der iranischen Regierung als Schatzkanzler (General Treasurer) angeworbenen US-Amerikaners Morgan Shuster zu erzwingen, wurde das Parlament vorzeitig aufgelöst.

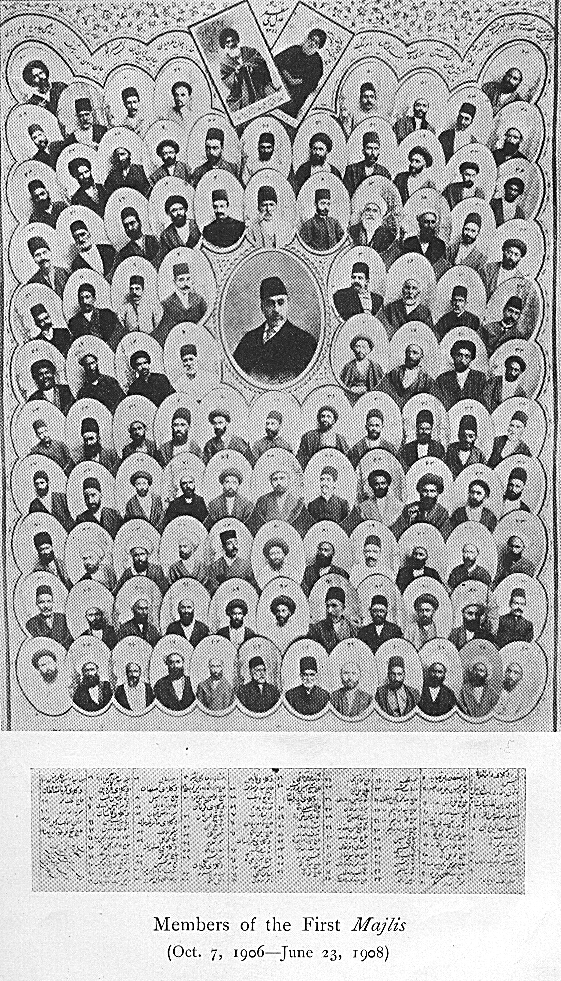
Abgeordnete des ersten iranischen Parlaments (1906–1908)

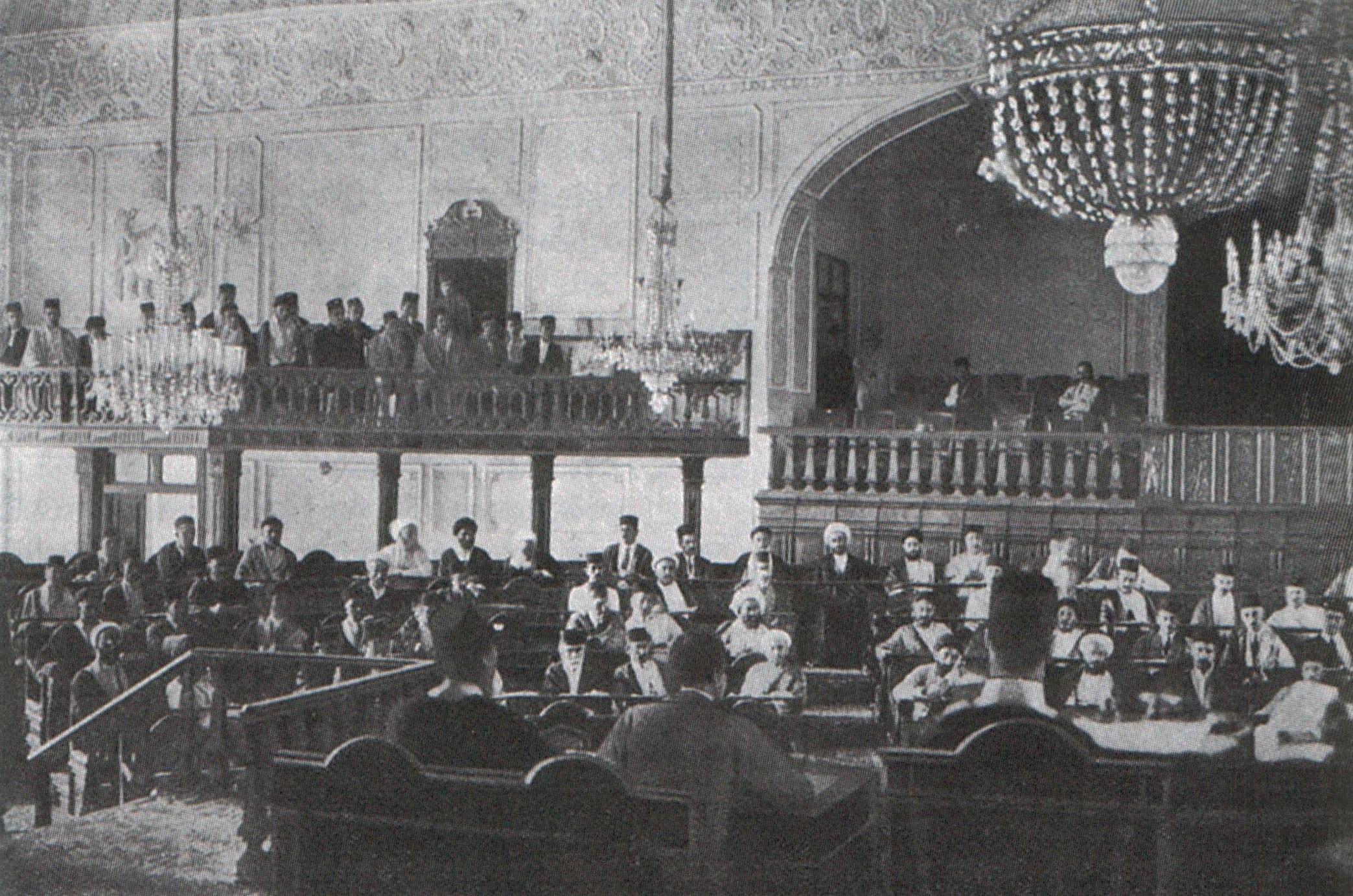
Debatte im Parlament (1906)

### Erste Legislaturperiode (7. Oktober 1906 bis 23. Juni 1908)
- Grundgesetzes (30. Dezember 1906)
- Ergänzungen zum Grundgesetz (17. Oktober 1907)
- Pressegesetz

### Zweite Legislaturperiode (14. September 1909 bis 20. Dezember 1911)
- Gesetz zur Erhebung einer allgemeinen Steuer
- Gesetz über die Schaffung eines Rechnungshofes
- Gesetz über die Schaffung eines öffentlichen Schulwesens
- Neues Wahlgesetz

## Erster Weltkrieg
Der dritte Versuch im Jahre 1914, die parlamentarische Arbeit wieder aufzunehmen, endete aufgrund des Ersten Weltkriegs und der Besetzung Irans durch britische und russische Truppen. Am 3. November 1915 wurde das Parlament aufgelöst.

### Dritte Legislaturperiode (6. Dezember 1914 bis 3. November 1915)
- Gesetz zur Einführung des Wehrdienstes
- Gesetz zur Schaffung eines Finanzministeriums
- Gesetz zur Einführung der Grundsteuer

## Der Putsch von 1921
Die politischen Auswirkungen des Ersten Weltkriegs auf Iran waren verheerend. Nach der Oktoberrevolution in Russland wurde das Land Aufmarschplatz für die britischen Truppen, die der zaristischen Weißen Armee zu Hilfe eilten. Nach deren Niederlage wurden die britischen Truppen wieder nach Iran zurückverlegt. Nordiran wurde zunächst von der Roten Armee besetzt.
Auch nach dem Ende des Ersten Weltkriegs kam Iran nicht zur Ruhe. Die Premierminister wurden zwar von Ahamd Schah ernannt, ihnen fehlte jedoch jede Legitimität, da das Parlament weiterhin geschlossen blieb. Die britische Regierung zwang 1919 der iranischen Regierung unter Premierminister Hassan Vosough den anglo-iranischen Vertrag auf, der Iran faktisch zu einer britischen Kolonie gemacht hätte, wenn er tatsächlich in Kraft getreten wäre. Um den Vertrag in Kraft zu setzen, hätte es einer Zustimmung des iranischen Parlaments bedurft, das allerdings nicht tagte.
Erst der von Seyyed Zia al Din Tabatabai und Reza Chan am 21. Februar 1921 durchgeführte Putsch beendete die innenpolitische Krise. Wahlen wurden durchgeführt und die parlamentarische Arbeit im Juni 1921 wieder aufgenommen.

## Parlamentarischer Neubeginn
Die vierte Legislaturperiode begann erst am 22. Juni 1921. Die Wahlen zur vierten Legislaturperiode waren im Jahr 1915 wegen der Besetzung Irans durch russische und britische Truppen auf Oktober 1917 verschoben worden. Nach den Wahlen im Jahr 1917 sollte es wegen der anhaltenden politischen Wirren weitere vier Jahre dauern, bis sich das vierte Parlament konstituieren konnte. Die vierte Legislaturperiode endete am 21. Juni 1923.
Die vierte Legislaturperiode des Parlaments wurde am 22. Juni 1921, nach 6 Jahren Unterbrechung der parlamentarischen Arbeit, unter Premierminister Ahmad Qavam eröffnet. Im Parlament waren mehrere Fraktionen vertreten. Die Demokraten nannten sich jetzt Sozialisten. Sie waren mit 29 Abgeordneten vertreten, darunter Soleiman Mirza Eskandiari, der spätere erste Generalsekretär der kommunistischen Tudeh-Partei, und Mohammad Sadeq Tabatabai. Sie forderten die Verstaatlichung der Produktionsmittel, die Schaffung einer Zentralregierung und die Einführung einer Sozialversicherung für die Arbeiterschaft. Die konservativen Moderaten, die sich auch als Reformer bezeichneten, waren mit 32 Abgeordneten vertreten. Ihre Anführer waren Hassan Modarres und Abdolhossein Teymurtasch. Sie waren gegen eine starke Zentralregierung und waren für eine säkulare Reformpolitik im Rahmen der Verfassung. Die politische Unterstützung von Reza Chan, der unter Premierminister Qavam das Verteidigungsministerium innehatte, kam aus der Erneuerungspartei und der Partei der Radikalen, die für die Schaffung einer starken Armee, einer starken Zentralregierung, für eine rasche Industrialisierung des Landes, den Ausbau des Bildungswesens und der Trennung von Staat und Religion eintraten. Daneben gab es noch einige unabhängige Abgeordnete, wie die Brüder Hassan Pirnia und Hossein Pirnia, die meist mit den Moderaten stimmten. In die vierte Sitzungsperiode fiel die Gründung einer modernen iranischen Armee durch Verteidigungsminister Reza Chan, der im Januar 1922 die Persische Kosakenbrigade und die Persische Gendarmerie als eigenständige militärische Einheiten auflöste und in die neu geschaffene Armee integrierte. Die unter britischem Kommando stehenden South Persian Rifles waren bereits im Dezember 1921 aufgelöst worden.
Außenpolitisch bedeutsam war die Ablehnung des anglo-iranischen Vertrages von 1919. Mit dieser Entscheidung erhielt Iran seine politische Eigenständigkeit und konnte sich aus der britischen Abhängigkeit lösen.

### Vierte Legislaturperiode (22. Juni 1921 bis 21. Juni 1923)
- Gesetz zur Gründung eines Katasteramtes
- Gesetz zur Schaffung eines Stipendienprogramms, um 60 Iraner zum Studium im Ausland zu entsenden
- Ratifizierung des Sowjetisch-iranischen Freundschaftsvertrages
- Gesetze der 4. Legislaturperiode (persisch)

### Fünfte Legislaturperiode (12. Februar 1924 bis 10. Februar 1926)
Gesetze der 5. Legislaturperiode waren unter anderem:
- Abschaffung der Dynastie der Kadscharen
- Einsetzung der Dynastie der Pahlavis, Reza Chan wird Reza Schah Pahlavi
- Einführung eines Handelsgesetzbuches
- Einführung eines Strafgesetzbuches
- Gesetz zur Abschaffung von Einfuhrzöllen für alle Maschinen für Landwirtschaft und Industrie
- Gesetz zur Einführung der allgemeinen Wehrpflicht

### Sechste Legislaturperiode (10. Juli 1926 bis 13. August 1928)
- Gesetz zur Abschaffung der Kapitulationen (9. März 1927)
- Gesetz zur Einführung eines säkularen Gerichtswesens
- Gesetz zur Gründung der iranischen Nationalbank
- Gesetz zur Ausweitung des Stipendienprogramms, um Iraner zum Studium im Ausland zu entsenden
- Gesetz zur Anklage und Verurteilung von Regierungsmitgliedern durch eine Jury
- Gesetze der 6. Legislaturperiode (persisch)

### Siebte Legislaturperiode (6. Oktober 1928 bis 5. November 1930)

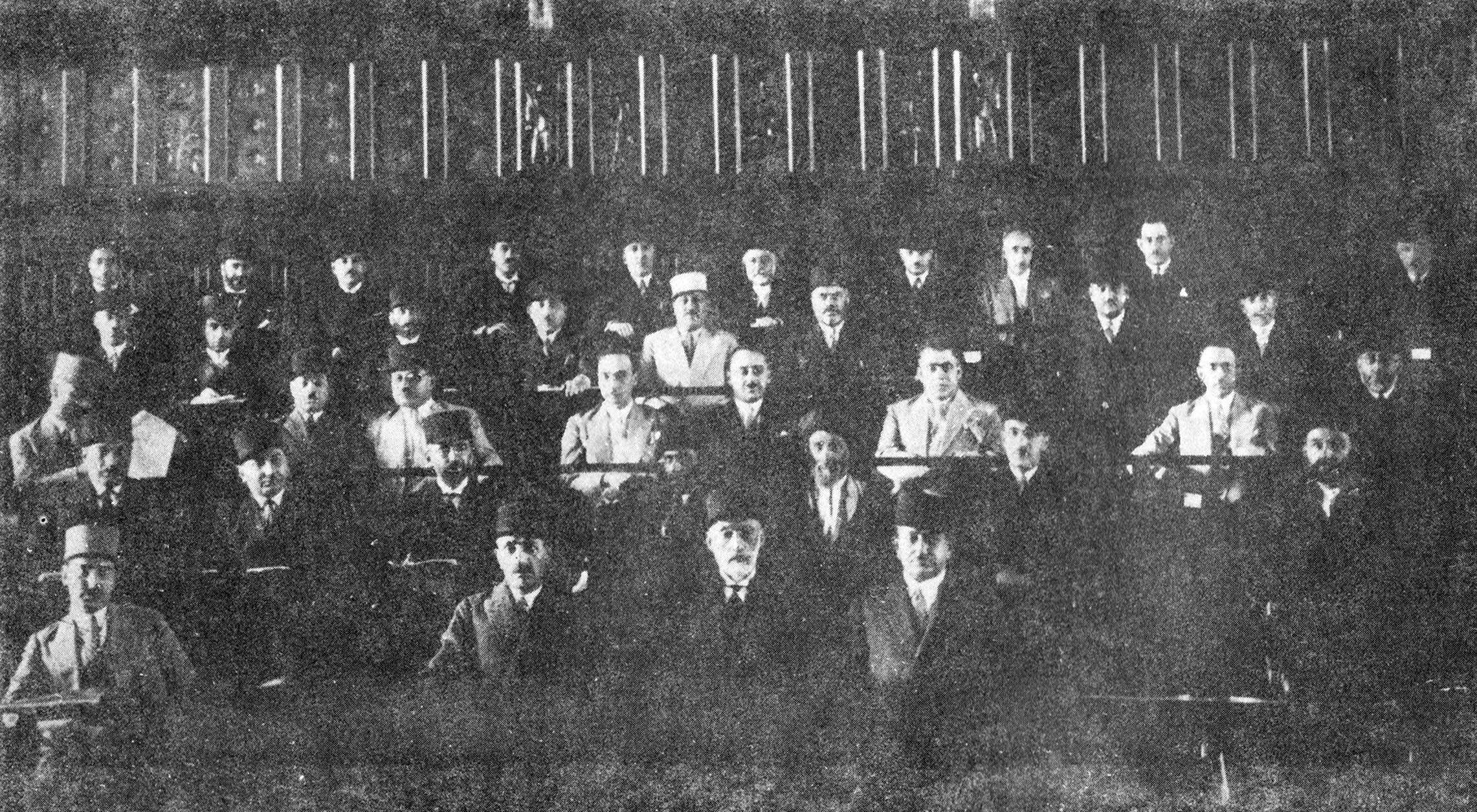
Premierminister Hedayat (erste Reihe Mitte) im Parlament (1928)

- Gesetz zur Ausgabe von iranischen Banknoten durch die iranische Nationalbank
- Gesetz zur Abschaffung der Sklaverei
- Gesetz zur Gründung einer Landwirtschaftsbank
- Gesetze der 7. Legislaturperiode (persisch)

### Achte Legislaturperiode (15. Dezember 1930 bis 14. Januar 1933)

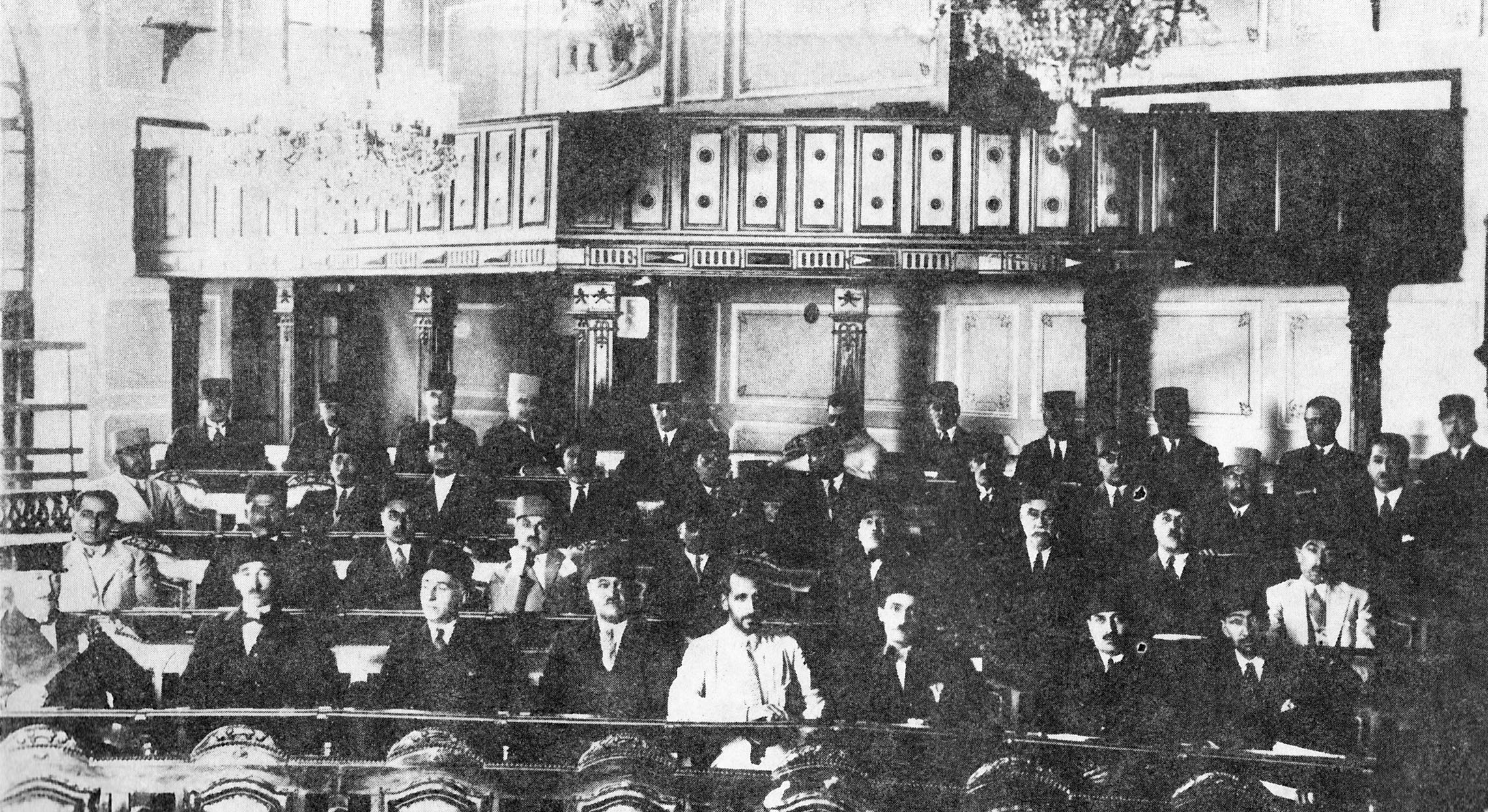
Abgeordnete des achten Madschles, in der ersten Reihe Mitte Ali Daschti

- Gesetz über das staatliche Außenhandelsmonopol
- Gesetz zur Verstaatlichung der Indo-Europäischen Telegrafengesellschaft in Iran
- Gesetz zur Aufhebung der an William Knox D’Arcy vergebenen Ölkonzession
- Gesetze der 8. Legislaturperiode (persisch)

### Neunte Legislaturperiode (15. März 1933 bis 10. April 1935)

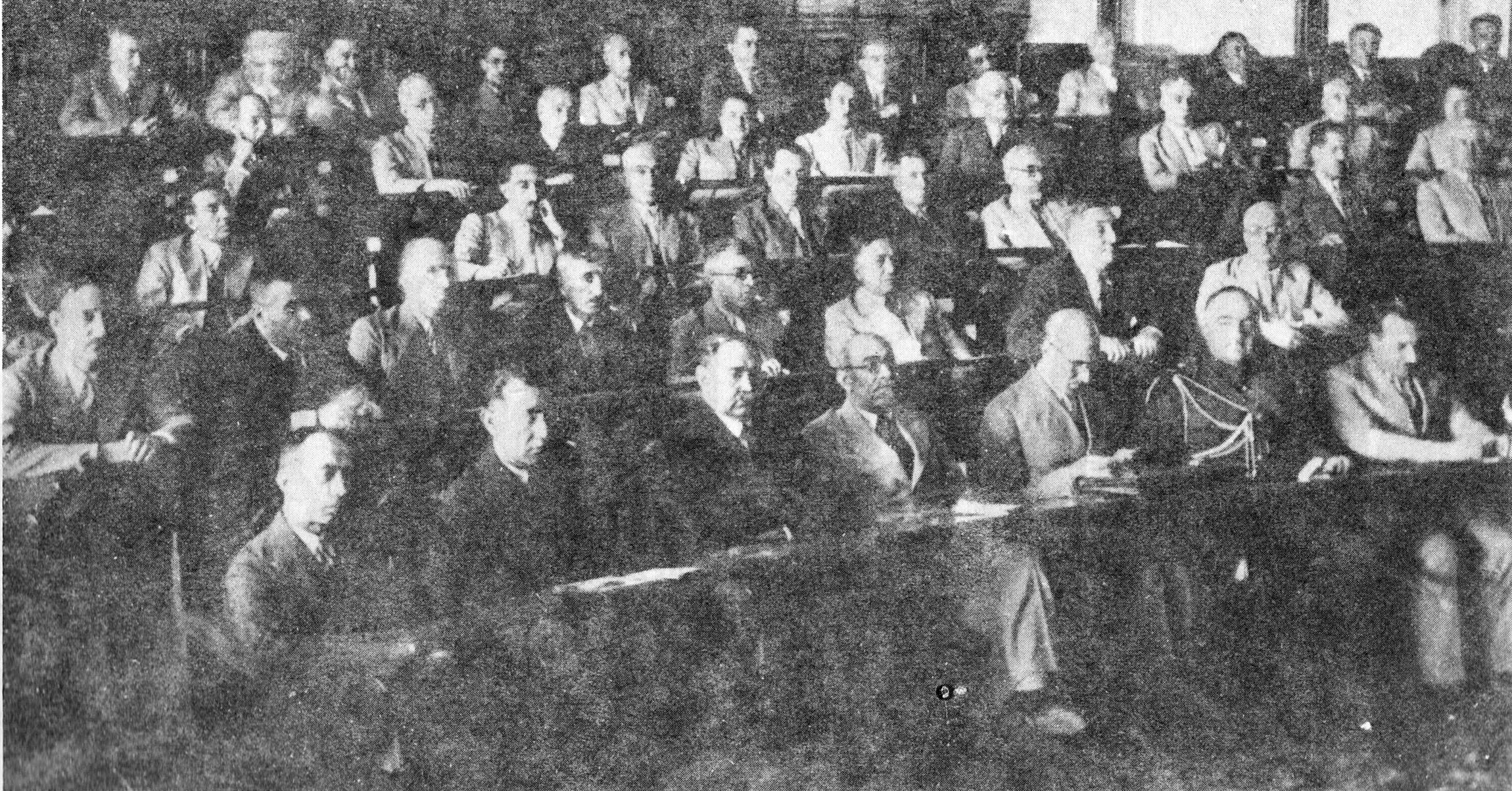
Kabinett Foroughi (erste Reihe) im Parlament (1933)

- Gründung der Anglo-Iranian Oil Company und Vergabe einer neuen Ölförderlizenz
- Gründung der Universität Teheran (4. Februar 1936)
- Gesetze der 9. Legislaturperiode (persisch)

### Zehnte Legislaturperiode (6. Juni 1935 bis 12. Juni 1937)
- Gesetze der 10. Legislaturperiode (persisch)

### Elfte Legislaturperiode (11. September 1937 bis 18. September 1939)
- Ratifizierung eines Nichtangriffspaktes zwischen Iran, Afghanistan, Irak und der Türkei
- Gründung des Wirtschaftsministeriums
- Gründung des Industrieministeriums
- Gesetz zur Erhebung von statistischen Bevölkerungsdaten
- Gesetze der 11. Legislaturperiode (persisch)

## Zweiter Weltkrieg
Beginn des Zweiten Weltkrieges Besetzung Irans durch britische und sowjetische Truppen im Rahmen der anglo-sowjetischen Invasion Irans

### Zwölfte Legislaturperiode (25. Oktober 1939 bis 30. Oktober 1941)
- Reza Schah Pahlavi dankt zu Gunsten seines Sohnes Mohammad Reza Pahlavi ab (17. September 1941)
- Gesetze der 12. Legislaturperiode (persisch)

### Dreizehnte Legislaturperiode (13. November 1941 bis 23. November 1943)
- Neues Pressegesetz
- Kriegserklärung an das Deutsche Reich (9. September 1943[8])
- Einführung der Sozialversicherung für Beamte, Arbeiter und Angestellte
- Gesetze der 13. Legislaturperiode (persisch)

### Vierzehnte Legislaturperiode (26. Februar 1944 bis 11. März 1946)
- Verbot für die iranische Regierung Verhandlungen zur Vergabe von Ölkonzessionen ohne Zustimmung des Parlaments aufzunehmen
- Ratifizierung der Charta der Vereinten Nationen
- Beitritt zur Weltbank und zum Weltwährungsfonds
- Gesetze der 14. Legislaturperiode (persisch)

## Nachkriegszeit

### Fünfzehnte Legislaturperiode (17. Juli 1947 bis 28. Juli 1949)
- Zehn-Jahres-Plan zur Verwendung der Öleinnahmen zum Ausbau der öffentlichen Infrastruktur und der iranischen Industrie
- Gesetz zur Errichtung von Universitäten in den größeren Städten Irans
- Generalamnestie für die von der Sowjetunion unterstützten Separatistenbewegungen der Republik Kurdistan und der Aserbaidschanischen Volksregierung
- Verbot der kommunistischen Tudeh-Partei Iran
- Gesetze der 15. Legislaturperiode (persisch)

### Sechzehnte Legislaturperiode (9. Februar 1950 bis 18. Februar 1952)
- Gesetz zur Wiedereinsetzung des Pressegesetzes von 1908
- Gesetz zur Verstaatlichung der iranischen Ölindustrie
- Einführung der öffentlichen Wasserver- und -entsorgung in Teheran durch ein Rohrsystem im Rahmen des Point-IV-Programms
- Madschles Schora Melli Mozakerat Doreh Ghanungozari Schanzdahom (Sitzungsprotokolle der sechzehnten Legislaturperiode) (persisch)
- Madschles Schora Melli Madschmu-e Ghavanin-e Doreh Ghanungozari Schanzdahom (Gesetze der sechzehnten Legislaturperiode) (persisch)

#### Der Senat
Obwohl in der Verfassung von 1906 neben dem Parlament eine zweite Kammer, der Senat, vorgesehen war, sollte es bis 1950 dauern, bis diese zweite Kammer eingerichtet wurde. Nach dem Attentat auf Mohammad Reza Schah im Jahr 1950 verabschiedete das Parlament auf dessen Druck das Gesetz zur Errichtung des Senats. Damit hatte sich Iran das bereits 1906 von der Verfassung vorgesehene Zwei-Kammer-System erst nach mehr als 40 Jahren etabliert. Mit der islamischen Revolution wurde der Senat wieder abgeschafft.

### Siebzehnte Legislaturperiode (25. April 1952 bis 19. Dezember 1953)
- Ermächtigungsgesetz für Premierminister Mossadegh per Dekret ohne parlamentarische Kontrolle zu regieren
- Verstaatlichung des iranischen Telekommunikationswesen und Gründung einer staatlichen iranischen Telefongesellschaft
- Verstaatlichung des Fischereiwesens am Kaspischen Meer
- Gesetze der siebzehnten Legislaturperiode (persisch)
- Protokolle des iranischen Parlaments der Siebzehnten Legislaturperiode (25. April 1952 – 19. Dezember 1953) (persisch)

### Achtzehnte Legislaturperiode (18. März 1954 bis 15. April 1956)
- Gesetze der 18. Legislaturperiode (persisch)

### Neunzehnte Legislaturperiode (31. Mai 1956 bis 19. Juni 1960)
- Erstes Gesetz zur Landreform
- Gesetze der 19. Legislaturperiode (persisch)

### Zwanzigste Legislaturperiode (21. Februar 1961 bis 9. Mai 1961)
- Zweites Gesetz zur Landreform
- Gesetze der 20. Legislaturperiode (persisch)

## Weiße Revolution

### Einundzwanzigste Legislaturperiode (6. Oktober 1963 bis 5. Oktober 1967)
- Weitere Gesetze zur Landreform
- Gesetz zur Gründung der Armee des Wissens (Sepah-e Danesch)
- Gesetz zur Gründung der Gesundheitsarmee (Sepah-e Behdascht)
- Gesetz zur Gründung Armee für Wiederaufbau und Verschönerung (Sepah-e Tarvij va Abadani)
- Gesetze der 21. Legislaturperiode

### Zweiundzwanzigste Legislaturperiode (6. Oktober 1967 bis 30. August 1970)
- Verstaatlichung von Flüssen und Seen
- Wiederaufbauprogramm für Städte und ländliche Gebiete
- Reorganisation der staatlichen Verwaltung
- Dezentralisierung des Bildungswesens
- Gesetze der 22. Legislaturperiode (persisch)
- Protokolle des iranischen Parlaments der Zweiundzwanzigste Legislaturperiode (6. Oktober 1967 – 30. August 1970) (persisch)

### Dreiundzwanzigste Legislaturperiode (31. August 1970 bis 7. September 1974)
- Gesetze der 23. Legislaturperiode (persisch)

### Vierundzwanzigste Legislaturperiode (8. September 1974 bis 10. Februar 1979)
- Mitarbeiterbeteiligung an staatlichen und privaten Unternehmen
- Staatliche Preisüberwachung
- Kostenlose Nahrungsergänzungsmittel für schwangere Frauen und Kleinkinder bis zum 3. Lebensjahr
- Kostenlose Ausbildung und kostenlose Schulspeisung für alle Kinder vom Kindergarten bis zur 6. Klasse (Primarstufe)
- Einführung eines landesweiten Sozialhilfesystems
- Gesetze der 24. Legislaturperiode

## Bedeutsame Gesetze
Am 21. Februar 1908 wurde das erste Pressegesetz Irans verabschiedet.
Eine für die iranische Geschichte besonders bedeutsame Entscheidungen war die am 31. Oktober 1925 beschlossene Absetzung der Kadscharendynastie und die spätere Einsetzung von Reza Chan als neuer Schah Reza Pahlavi.
Eine weitere bedeutsame Entscheidung war die am 15. März 1951 unter Premierminister Hossein Ala vom iranischen Parlament beschlossene Verstaatlichung der Ölindustrie, die bis zu diesem Zeitpunkt in britischer Hand war.
Das iranische Parlament verabschiedete für die islamische Welt bahnbrechende Gesetze. Erwähnt sei insbesondere das Gesetz zum Schutz der Familie, das Frauen das Sorgerecht der Kinder bei einer Scheidung zusicherte.
Bis 1963 war das aktive und passive Wahlrecht nur Männern vorbehalten. Im Rahmen der Weißen Revolution führte Mohammad Reza Schah Pahlavi das Frauenwahlrecht ein. Die Einführung des Frauenwahlrechts wurde von der konservativen Geistlichkeit und hier besonders von Chomeini bekämpft. Am 5. Juni 1963 kam es zu von der konservativen Geistlichkeit angeführten Unruhen. Chomeini musste daraufhin das Land verlassen und ging in den Irak. Am 6. Oktober 1963 wurde die 21. parlamentarische Sitzung mit den neu gewählten weiblichen Abgeordneten eröffnet.

## Islamische Revolution
Nach der Islamischen Revolution erhielt das Parlament im Rahmen der neuen Verfassung die Bezeichnung Madschles Schora Eslami (Islamische beratende Versammlung), die die alte Bezeichnung Madschles Schora Melli (Nationale beratende Versammlung) ersetzte. Allerdings hat das Madschles Schora Eslami als Verfassungsorgan der Islamischen Republik Iran nicht mehr die hohe Stellung innerhalb des staatlichen Gefüges, wie es das Madschles Schora Melli nach der konstitutionellen Revolution von 1906 zusammen mit dem Senat bis 1979 innehatte. Parlamentspräsident Ali Laridschani sagte iranischen Medien zufolge am 4. Juli 2011 in einem Gespräch mit der Agentur Fars:

„In der politischen Ordnung der Islamischen Republik ist die Meinung des geistlichen Revolutionsführers in allen Fragen ausschlaggebend. […] Manchmal beschließen wir etwas und wenn wir feststellen, dass der Führer anderer Meinung ist, machen wir den Beschluss rückgängig. Dies ist das Positive an diesem Parlament, das sofort bereit sei, die Ansichten des Revolutionsführers umzusetzen!“